# Święty Tychik
Święty Tychik, również Tychyk lub Tychykus, łac. Tychicus (ur. w Efezie k. dzisiejszego Selçuk, zm. w I wieku) – postać biblijna, jeden z siedemdziesięciu dwóch, uczeń św. Pawła, święty Kościoła katolickiego i prawosławnego, czczony przez Syryjski Kościół Ortodoksyjny i Apostolski Kościół Ormiański
Żył w I wieku, a źródłem informacji o tej postaci jest Nowy Testament, gdzie wymieniony jest w listach apostolskich św. Pawła, a także w Dziejach Apostolskich.
Pochodził z prowincji zwanej Azja i należał do grupy towarzyszących św. Pawłowi w trzeciej wyprawie misyjnej. Nazywany przez apostoła „umiłowanym bratem, wiernym sługą i współpracownikiem w Panu” towarzyszył mu w czasie pobytu w rzymskim więzieniu, a następnie na jego polecenie udał się do Azji Mniejszej by dostarczyć list do Kolosan i z Listem do Efezjan. W czasie tej podróży miał też Tychik powiadomić o położeniu w jakim się znalazł apostoł i pocieszyć współwyznawców. Św. Paweł rozważał kandydaturę Tychika na następcę biskupa Tytusa, ale wysłał go zamiast Tymoteusza do Efezu. Dalsze jego losy nie są znane.
Kult
Do martyrologiów trafił za sprawą św. Ado, który przypisał mu sakrę Pafos. W menologiach i synaksarionach greckich występuje jako biskup Chalcedonu, w Kolophanium w Jonii, a także cypryjskiego Neapolis co jednak nie znajduje potwierdzenia w innych źródłach historycznych.
Wspomnienie liturgiczne w Kościele katolickim obchodzone jest 29 kwietnia.
Kościoły wschodnie, z uwagi na liturgię według kalendarza juliańskiego, wspominają świętego:
- Kościół greckokatolicki - 30 stycznia/12 lutego[8], 31 lipca/13 sierpnia i 8/21 grudnia,
- Kościół syryjski, prawosławny - 4/17 stycznia (Sobór Siedemdziesięciu Apostołów) i 8/21 grudnia,
- Kościół ormiański - 8/21 grudnia.